# Pewsey
Pewsey – wieś w Anglii, w hrabstwie Wiltshire. Leży 30 km na północ od miasta Salisbury i 116 km na zachód od Londynu. W 2001 miejscowość liczyła 3237 mieszkańców.
W miejscowości jest stacja kolejowa Pewsey.